# Indotipula brevivittata
Indotipula brevivittata is een tweevleugelige uit de familie langpootmuggen (Tipulidae). De soort komt voor in het Oriëntaals gebied.